# Ensaio triaxial
O ensaio triaxial é um tipo de ensaio utilizado na mecânica dos solos para medir as propriedades mecânicas dos solos: resistência ao corte e comportamento tensões-deformações. Em ciência dos materiais, um teste de cisalhamento triaxial é um método comum para medir as propriedades mecânicas de muitos sólidos deformáveis, especialmente solo (por exemplo, areia, argila) e rocha, e outros materiais granulares ou pós. Existem diversas variações do teste.

## Tipos de ensaio triaxial
- ensaio de compressão não confinada (UC)
- ensaio consolidado drenado (CD)
- ensaio consolidado não drenado (CU) — norma ASTM D4767
- ensaio não consolidado não drenado (UU) — norma ASTM D2850